# Publius Cipius Nicomachus

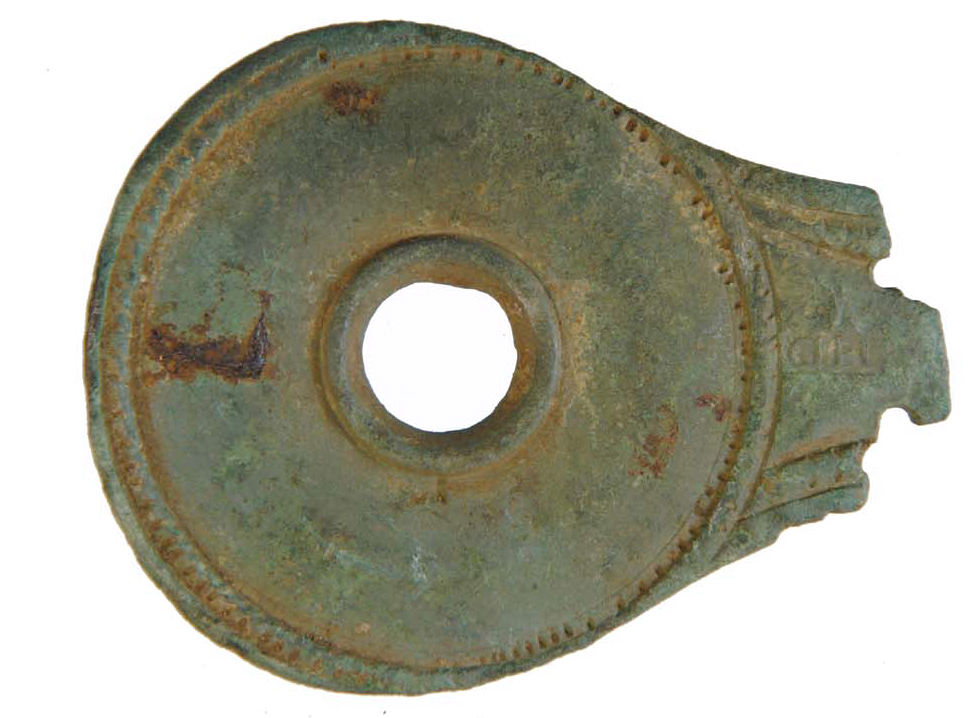
Endstück eines Griffs einer Kasserolle mit der Signatur CIPI, unter Umständen ein Stück aus der Werkstatt des Publius Cipius Nicomachus, North Lincolnshire Museum (160614)

Publius Cipius Nicomachus war ein antiker römischer Toreut (Metallbildner) aus Kampanien, sehr wahrscheinlich aus Capua.
Publius Cipius Nicomachus ist heute nur noch aufgrund von sieben Signaturstempeln bekannt. Weitere Informationen aus literarischen oder epigraphischen Quellen liegen nicht vor. Dennoch kann man davon ausgehen, dass er zur Gens der Cipier gehörte, die vor allem in Capua, aber zum Teil auch in Rom und Ostia lebte und mindestens in Capua und dessen Umland eine Reihe bedeutender toreutischer Unternehmen betrieb. Bekanntester und bedeutendster Vertreter der Familie war Publius Cipius Polybius. Das Cognomen Nicomachus weist auf eine griechische Herkunft hin; somit kann man annehmen, dass er ein Freigelassener war. Die Signatur bei den meisten Stücken lautet lateinisch P(ubli) Cipi Nicomac(hi) (PCIPINICOMACH) oder lateinisch P(ubli) Cipi Nicomachi (P•CIPI•NICOMACHI). Bei den beiden letzten Stücke in der Liste sind nur noch die Anfangsbuchstaben erhalten, weshalb es sich unter Umständen auch um einen anders zu ergänzenden Namen handeln kann. Möglich ist auch, dass sich unter den Stücken, die nur mit Cipius signiert sind, Werke von Publius Cipius Nicomachus sind.
Heinrich Willers kannte in seiner vergleichenden Aufstellung der signierten Bronzen 1907 noch nur zwei von Publius Cipius Nicomachus signierte Werke (#2 und #4), letztere ist nach seiner Meinung eine exakte Kopie eines der Stücke von Publius Cipius Isocrysus. Im Verlauf der nächsten hundert Jahre wurden weitere fünf Stücke mit Signatur gefunden.
Vier der sieben Bronzen wurden in Pompeji oder Herculaneum und damit in der relativen Nähe zum wahrscheinlichen Produktionsort Capua gefunden. Weitere Stücke fand man in den heutigen Ländern Tschechien und Slowenien sowie in Wales, Vereinigtes Königreich. Es ist heute nicht mehr sicher zu sagen, ob diese außerhalb des eigentlichen Kernlandes gefundenen Stücke durch Handel oder im Zuge von Truppenbewegungen römischer Legionsverbände ihren späteren Fundplatz erreichten. Auf alle Fälle spricht die weite Fundstreuung für eine große Mobilität im römischen Reich. Bei den Stücken handelt es sich um:
1. Bronzekasserolle; gefunden in Pompeji, heute im Archäologischen Nationalmuseum Neapel, Inventarnummer I. G. 116227.[1]
2. Bronzekasserolle; gefunden in Herculaneum, heute im Musée de Ravestein in Brüssel, Inventarnummer 1134.[2]
3. Bronzekasserolle; gefunden in Glyn Dyfrdwy in Wales, heute im National Museum of Wales in Cardiff, Inventarnummer 41.112.2.[3]
4. Bronzekasserolle; gefunden im Bett der Ljubljanica in Vrhnika in Slowenien (dem antiken Nauportus), heute im Universalmuseum Joanneum in Graz, Inventarnummer 6390.[4]
5. Bronzekasserolle mit Schwanenkopfbügel; gefunden in der Brandgrube 63 in Tišice, Mělník in Tschechien, heute im Nationalmuseum in Prag, Inventarnummer 11.6826–34.[5]
6. Bronzekasserolle; gefunden in Herculaneum oder in Pompeji, heute im Archäologischen Nationalmuseum Neapel, Inventarnummer ?.[6]
7. Bronzekasserolle; gefunden in Pompeji, heute im Deposito Archeologico Pompei, Inventarnummer 7284.[7]

## Einzelbelege
1. ↑  Richard Petrovszky: Studien zu römischen Bronzegefäßen mit Meisterstempeln. Leidorf, Buch am Erlbach 1993, S. 224–226, Nr. C.20.01.
2. ↑  Richard Petrovszky: Studien zu römischen Bronzegefäßen mit Meisterstempeln. Leidorf, Buch am Erlbach 1993, S. 224–226, Nr. C.20.02; CIL 10, 8072,13
3. ↑  Richard Petrovszky: Studien zu römischen Bronzegefäßen mit Meisterstempeln. Leidorf, Buch am Erlbach 1993, S. 224–226, Nr. C.20.03;
4. ↑  Richard Petrovszky: Studien zu römischen Bronzegefäßen mit Meisterstempeln. Leidorf, Buch am Erlbach 1993, S. 224–226, Nr. C.20.04; CIL 3, 6017,9
5. ↑  Richard Petrovszky: Studien zu römischen Bronzegefäßen mit Meisterstempeln. Leidorf, Buch am Erlbach 1993, S. 224–226, Nr. C.20.05
6. ↑  Richard Petrovszky: Studien zu römischen Bronzegefäßen mit Meisterstempeln. Leidorf, Buch am Erlbach 1993, S. 224–226, Nr. C.20.06
7. ↑  Richard Petrovszky: Studien zu römischen Bronzegefäßen mit Meisterstempeln. Leidorf, Buch am Erlbach 1993, S. 224–226, Nr. C.20.07

| Personendaten    | Personendaten                              |
| ---------------- | ------------------------------------------ |
| NAME             | Cipius Nicomachus, Publius                 |
| ALTERNATIVNAMEN  | Nicomachus, Publius Cipius                 |
| KURZBESCHREIBUNG | antiker römischer Toreut                   |
| GEBURTSDATUM     | 1. Jahrhundert v. Chr. oder 1. Jahrhundert |
| STERBEDATUM      | 1. Jahrhundert oder 2. Jahrhundert         |